# Colibrí de cua metàl·lica cap-roig
El colibrí de cua metàl·lica cap-roig (Chalcostigma ruficeps) és una espècie d'ocell de la família dels troquílids (Trochilidae) que habita zones obertes dels Andes des del sud-est de l'Equador fins l'oest de Bolivia.